# Уторгошский район
Уторгошский район — административно-территориальная единица Ленинградской области РСФСР в 1927—1931 и 1935—1944 годах, а также Новгородской области в 1944—1963 годах.
Уторгошский район был образован 1 августа 1927 года в составе новообразованного Лужского округа Ленинградской области. Райцентром было определено село Уторгош, в состав района вошли 39 сельсоветов упразднённого Лужского уезда:
- из Уторгошской волости 26 сельсоветов — Березицкий, Борковский, Веретьевский, Вяжищенский, Больше-Городищенский, Мало-Городнищенский, Казовицкий, Каменский, Комаровский, Кчерский, Листовский, Лонненский, Лубинский, Любонский, Людятинский, Лядский, Мелковичский, Нежатицкий, Низовский, Оклюжский, Песковский, Подмошский, Турско-Горский, Больше-Уторгошский, Мало-Уторгошский и Язвищенский;
- из Михайловской волости 13 сельсоветов — Барановский, Болотский, Видонский, Захонский, Звадский, Киевецкий, Красницкий, Лелинский, Новосельский, Пашковский, Подоклинский, Поречский и Стобольский.

В ноябре 1928 года в районе в результате укрупнения были объединены Стобольский и Лелинский сельсоветы во Вшельский сельсовет; Березицкий и Лядский сельсоветы в Буйновский сельсовет; Борковский, Вяжищенский и Нежатицкий сельсоветы в Павшицкий сельсовет; Мало-Городнищенский, Лонненский и Лесковский в Плосковский сельсовет; Листовский и Язвищенский сельсоветы в Прусский сельсовет, а также были упразднены ещё 14 сельсоветов: Больше-Городищенский сельсовет, был присоединён к Мало-Уторгошскому сельсовету; Захонский сельсовет, был присоединён к Барановскому сельсовету; Казовицкий сельсовет, был присоединён к Турско-Горскому сельсовету; Каменский сельсовет, был присоединён к Веретьевскому сельсовету; Киевецкий сельсовет, был присоединён к Видонскому сельсовету; Комаровский сельсовет, был присоединён к Людятинскому сельсовету; Красницкий сельсовет, был присоединён к Звадскому сельсовету; Кчерский сельсовет, был присоединён к Мелковичскому сельсовету; Любонский сельсовет, был присоединён к Турско-Горскому сельсовету; Низовский сельсовет, был присоединён к Лубинскому сельсовету; Пашковский сельсовет, был присоединён к Болотскому и Вшельскому сельсоветам; Подмошский сельсовет, был присоединён к Людятинскому сельсовету; Подоклинский сельсовет, был присоединён к Видонскому сельсовету; Поречский сельсовет, был присоединён к Болотовскому сельсовету.
В соответствии с постановлением Президиума ВЦИК от 10 декабря 1928 года из Уторгошского района в Плюсский район Лужского округа были переданы две деревни Оклюжского сельсовета: Оклюжье и Репно.
30 июля 1930 года Лужский округ, как и большинство остальных округов СССР, был упразднён. Район стал подчинён напрямую Леноблисполкому.
В соответствие постановлению Президиума ВЦИК от 20 сентября 1931 года Уторгошский район был упразднён, а 17 сельсоветов: Барановский, Болотский, Больше-Уторгошский, Буйновский, Веретьевский, Видонский, Вшельский, Звадский, Любонский, Людятинский, Мало-Уторгошский, Мелковичский, Новосельский, Павшицкий, Плосковский, Прусский и Турско-Горский вошли в состав Солецкого района.
15 февраля 1935 года из Солецкого района, по постановлению Президиума ВЦИК, был вновь выделен Уторгошский район, с райцентром в посёлке при станции Уторгош, в составе прежних 17 сельсоветов, а по постановлению Президиума ВЦИК от 20 февраля 1937 года в Уторгошский район из Березовского сельсовета Порховского района Ленинградской области был передан населённый пункт Немены. Постановлением Президиума ВЦИК от 10 февраля 1938 был переименован посёлок Поповщина — в посёлок Залесье.
С августа 1941 года по февраль 1944 года территория района была оккупирована немецко-фашистскими войсками. Указом Президиума Верховного Совета СССР от 5 июля 1944 года была образована Новгородская область и Уторгошский район вошёл в её состав.
8 июня 1954 года Плосковский с/с был переименован в Уторгошский. Образованы Городищенский и Нежатицкий с/с. Упразднены Барановский, Болотский, Буйновский, Веретьевский, Звадский, Людятинский, Малоуторгошский, Мелковичский, Новосельский, Павшицкий и Прусский с/с.
Во время неудавшейся всесоюзной реформы по делению на сельские и промышленные районы и парторганизации, в соответствии с решениями ноябрьского (1962 года) пленума ЦК КПСС «о перестройке партийного руководства народным хозяйством», район в числе многих в СССР был укрупнён — решением Новгородского облисполкома № 764 от 10 декабря 1962 года его территория и сельсоветы вошли в состав Солецкого сельского района и фактически упразднён Указом Президиума Верховного Совета РСФСР «Об укрупнении сельских районов и образовании промышленных районов Новгородской области» от 1 февраля 1963 года. Пленум ЦК КПСС, состоявшийся 16 ноября 1964 года восстановил прежний принцип партийного руководства народным хозяйством, после чего Указом Верховного Совета РСФСР от 12 января 1965 года сельские районы были преобразованы в административные районы, а сельсоветы и населённые пункты прежнего Уторгошского района стали административно подчинены и территориально размешались в Солецком районе, а с 1973 года в воссозданном Шимском районе.